# Germano de Figueiredo
Germano Luís de Figueiredo eller bare Germano (23. december 1932 - 15. juli 2004) var en portugisisk fodboldspiller (midterforsvarer).
Germano spillede på klubplan primært hos hovedstadsklubberne Atlético og Benfica. Tiden hos Benfica blev særdeles succesfuld. Her var han med til at vinde hele fire portugisiske mesterskaber, to pokaltitler, samt Mesterholdenes Europa Cup i både 1961 og 1962. Han spillede i begge finalesejrene, over henholdsvis FC Barcelona og Real Madrid.
Germano spillede, mellem 1953 og 1966, 24 kampe for Portugals landshold. Han var en del af det portugisiske hold, der vandt bronze ved VM i 1966 i England. Han spillede dog kun én af portugisernes kampe i turneringen, en indledende gruppekamp mod Bulgarien.

## Titler
Primeira Liga
- 1961, 1963, 1964 og 1965 med Benfica

Taça de Portugal
- 1962 og 1964 med Benfica

Mesterholdenes Europa Cup
- 1961 og 1962 Benfica